# 武装解除・動員解除・社会復帰
武装解除・動員解除・社会復帰（ぶそうかいじょ・どういんかいじょ・しゃかいふっき、英語: Disarmament, Demobilization, Reintegration 略称はDDR）とは、紛争後の国家における復興と平和構築の促進を目的に、国連、国際機関または国家が主体となって行う国際平和活動の一種。国連を主体として世界各地の紛争地の後方で実施されてきた、平和構築に不可欠なプロセスの1つである。

## 概要
紛争後の国家において、その復興及びその後の経済開発を、国家またはこれを支援する国際社会が円滑に実施できる環境を創る上で、治安の回復は不可欠である。DDRは、治安回復の為の包括的な枠組みであるSSR（Security Sector Reform: 治安部門改革）の一分野を司る。
SSRの対象となる分野は複数あり、それぞれ対象となる国家によって構成が変化する。基本的には、国家の根幹的な治安機能を回復するために必要な「武装解除」「政府改革」「警察改革」「司法改革」「刑法改革」の5つの要素で構成されている。DDRは、「武装解除」の要素を請け負うもので、1つの事業で、紛争当事者であった兵士の武装解除（Disarmament）、動員解除（Demobilization）、社会復帰（Reintegration）を担う。つまり、SSRを実施する上では、DDRの成功が要であり不可欠となる。
DDRの重要性に鑑み、国連は2007年9月、ディミトリ・ティートフ事務総長補佐（Assistant Secretary-General Dmitry Titov）を筆頭に据え、DDRやSSRの専任部門として、法の支配・保安機構事務所（Office of Rule of Law and Security Institutions, OROLSI）を新設した。OROLSIにはDDR Section（DDRセクション）が設けられ、2007年12月以降、アヤカ・スズキ（Ayaka Suzuki）という日本人女性がチーフを担当している。

## 実績
武装解除・動員解除・社会復帰（DDR）は、国連を主体に世界各地で実施されてきた。国際連合安全保障理事会が設置した平和維持活動（PKO）としては以下の7つの活動が挙げられる。
| No. | 年度   | 対象国           | ミッション名                       | 略称     |
| --- | ------ | ---------------- | ---------------------------------- | -------- |
| 1.  | 1999年 | シエラレオネ     | 国際連合シエラレオネ派遣団         | UNAMSIL  |
| 2.  | 1999年 | コンゴ民主共和国 | 国際連合コンゴ民主共和国ミッション | MONUC    |
| 3.  | 2003年 | リベリア         | 国際連合リベリア・ミッション       | UNMIL    |
| 4.  | 2004年 | コートジボワール | 国際連合コートジボワール活動       | UNOCI    |
| 5.  | 2004年 | ハイチ           | 国際連合ハイチ安定化ミッション     | MINUSTAH |
| 6.  | 2004年 | ブルンジ         | 国際連合ブルンジ活動               | ONUB     |
| 7.  | 2005年 | スーダン         | 国際連合スーダン派遣団             | UNMIS    |

国連は他にも、以下の国々において国連以外の主体によって実施されるDDRの実施支援を行っている。とくにアフガニスタンについては、2001年のボン合意などの国際的な枠組みに基づいたG8（先進8カ国）の取り決めにより、2003年から現地の国連支援ミッション（国連アフガニスタン支援ミッション）の協力のもと日本主導で行われ、約3年という短期間で成功を収めたことが国際的に高い評価を受けている。
- インドネシアのアチェ州
- アフガニスタン
- 中央アフリカ
- コンゴ共和国
- ニジェール
- ソマリア
- ウガンダ

### 日本の実績
2002年4月、スイスのジュネーヴで開かれたG8による「アフガニスタン治安支援国会合」以降、日本はアフガニスタンにおけるSSR（治安部門改革）の一環としてDDR事業の実施を受け持つリード国（主導国）となった。このDDR事業は、伊勢崎賢治政府特別代表の指揮のもと、国連アフガニスタン支援ミッションの支援を受けて実施され、2003年10月〜2006年6月末の約3年間で完了した。この事業の結果として、アフガン政府国防省傘下の旧国軍約6万名の武装解除が完了している。現在、日本の担当範囲は、アフガン国防省に属さない非合法武装集団の解体（DIAG）に拡大されている。
2004年4月～2008年3月の間、このDDR事業のフォローアップ事業として、アフガニスタン労働社会省（Ministry of Labor and Social Affairs：MoLSA）による除隊兵士を対象とした訓練実施の協力要請を受け、国際協力機構（JICA）が「除隊兵士の社会復帰のための基礎訓練プロジェクト」を実施した。その成果として、以下の実績をあげている。
1. 指導員訓練の実施体制の確立
2. 除隊兵士の職業訓練の適切な実施運営管理の実現
3. アフガン労働社会省の職業訓練事業実施運営管理能力の育成